# 전미 도서 비평가 협회상
전미 도서 비평가협회상(National Book Critics Circle Awards)은 미국 전역의 도서 비평가 전문협회인 전미 도서 비평가협회(NBCC, National Book Critics Circle)가 매년 수여하는 대표적인 미국 문학상 수상작이다. 1976년 1월 16일 첫 NBCC 시상식이 발표되었다.

## 전미 도서 비평가협회
전미 도서 비평가협회(NBCC, National Book Critics Circle)는 미국의 비영리 단체이다. 이 협회는 주로 매년 3월에 수여되는 일련의 문학상인 '전미도서비평가협회상'(National Book Critics Circle Awards)으로 알려진 미국 서평 편집자 및 비평가들의 전문 협회이다.

## 같이 보기
- 전미 영화 비평가 협회상